# Monika Linkytė
Monika Linkytė, litovska pevka in besedilopiska, *3. junij 1992

## Zgodnje življenje
Linkytė se je rodila 3. junija 1992 v Šilutė. Po končani gimnaziji v Gargždaiju se je preselila v Vilno, kjer je obiskovala Univerzo v Vilni ter študirala javno zdravje, vendar je študij je po treh semestrih opustila.  Leta 2014 je začela študirati pravo, vendar ga je leta 2016 zapustila študija glasbene vzgoje na Univerzi BIMM v Londonu. 

## Kariera
Leta 2010 je Linkytė nastopila na nacionalnem izboru Litve za Pesem s pesmijo »Give Away«. Na nacionalnem izboru je zasedla 10. mesto.  Na izboru je sodelovala tudi leta 2012 in 2013 s pesmima »Days Go By« in »Happy« ter zasedla četrto in tretje mesto.  Leta 2013 je nastopala tudi v drugi sezoni Lietuvos Balsas, litovske različice The Voice. Leta 2014 je na litovskem nacionalnem izboru in spet zasedla četrto mesto. 
Naslednje leto je ponovno nastopila na izboru skupaj s Vaidasom Baumilo. Nastopila sta s pesmijo »This Time« ter zmagala.  Linkytė in Baumila sta nato zastopala Litvo na Pesmi Evrovizije 2015 na Dunaju. Nastopila sta v drugem polfinalu, kjer sta zasedla sedmo mesto in se uvrstila v finale. V finalu sta končala na 18. mestu s 30 točkami. 
Monika Linkytė je 18. februarja 2023 ponovno zmagala na nacionalnem izboru Litve, s svojo pesmijo »Stay«. Litvo je zastopala na Pesmi Evrovizije 2023 v Liverpoolu. Nastopila je v drugem polfinalu 11. maja 2023, kjer je zasedla četrto mesto in se uvrstila v finale. Uvrstila se je na 11. mesto s 127 točk. 

## Diskografija

### Studijski album
- »Walk with Me« (2015)

### EP
- »Old Love« (2018)
- »Healing« (2023)

### Pesmi
- »Give Away« (2010)
- »Days Go By« (2011)
- »Happy« (2012)
- »Baby Boy« (2013)
- »Skęstu« (2014)
- »This Time« (skupaj z Vaidasom Baumilo, 2015)
- »Po dangum« (2015)
- »Žodžių nereikia« (2015)
- »Krentu žemyn« (2016)
- »Padovanojau« (2016)
- »Šviesõs« (2016)
- »Prisimink mane« (2016)
- »Leisk man pasiklyst« (2017)
- »Gal tai meilė?« (2017)
- »O tu?« (2018)
- »Šilkas« (2020)
- »Visada šalia« (2020)
- »Degtukas« (2022)
- »Stay« (2022)